# Колгуєв
Колгу́єв (ненец. Холӈгов) — острів у Північному Льодовитому океані на сході Баренцова моря. Східний берег острова омивається Печорським морем. В адміністративному відношенні є частиною Ненецького автономного округу. На Колгуєві живуть близько 300 осіб, переважно ненці, що займаються оленярством. Крім того, на Колгуєві видобувають нафту.

## Географія
Розташований на схід від Канінського півострова, за 80 км від континенту (від якого відділений Поморською протокою), острів має площу 3500 км2. Низини сильно заболочені і весь острів покритий мережею струмків, річок і озер. Найбільшим є озеро Піщане, в якому з 1982 року розробляється родовище нафти. У радіусі 60 км від місця видобутку лежать два селища: Бугрино, де проживають близько 300 осіб і яке є адміністративним центром острова, і Сєверний, який є метеорологічною базою. Острів Колгуєв розташовується приблизно за 250 км на північний захід від міста Нар'ян-Мар, адміністративного центру Ненецького автономного округу.
Сполучення між континентом, селищем Бугрино і родовищем нафти здійснюється по морю, а взимку літаком. Відкриття на родовищі аеродрому дозволяє з листопада 2002 року, приймати протягом усього року літаки середньої величини (Як-40, Ан-24 і Ан-26).

## Клімат
На острові субарктичний клімат, при якому мінімальні температури досягають — 45°C, а максимальні 30°C. Острів постійно піддається дії вітрів, південно-західного взимку (з січня по травень) і північно-східного в решту пори року. Кількість середньорічних опадів дорівнює 344 мм.
| Клімат острову Колгуєв  | Клімат острову Колгуєв | Клімат острову Колгуєв | Клімат острову Колгуєв | Клімат острову Колгуєв | Клімат острову Колгуєв | Клімат острову Колгуєв | Клімат острову Колгуєв | Клімат острову Колгуєв | Клімат острову Колгуєв | Клімат острову Колгуєв | Клімат острову Колгуєв | Клімат острову Колгуєв | Клімат острову Колгуєв |
| Показник                | Січ.                   | Лют.                   | Бер.                   | Квіт.                  | Трав.                  | Черв.                  | Лип.                   | Серп.                  | Вер.                   | Жовт.                  | Лист.                  | Груд.                  | Рік                    |
| Абсолютний максимум, °C | 2,3                    | 2,1                    | 2,3                    | 8,7                    | 22,1                   | 27,4                   | 30,0                   | 29,2                   | 22,1                   | 12,0                   | 5,8                    | 4,4                    | 30,0                   |
| Середній максимум, °C   | −7,7                   | −8,7                   | −6,7                   | −3,1                   | 1,1                    | 6,7                    | 11,6                   | 10,8                   | 8,0                    | 2,6                    | −1,7                   | −4,1                   |                        |
| Середня температура, °C | −10,5                  | −11,5                  | −9,5                   | −5,5                   | −1,1                   | 3,8                    | 8,3                    | 8,3                    | 5,8                    | 0,9                    | −3,8                   | −6,5                   |                        |
| Середній мінімум, °C    | −13,7                  | −14,9                  | −12,6                  | −8,3                   | −3                     | 1,8                    | 5,8                    | 6,0                    | 3,7                    | −1,3                   | −6,5                   | −9,4                   |                        |
| Абсолютний мінімум, °C  | −37,6                  | −40,1                  | −36                    | −31,6                  | −22,5                  | −6,2                   | −2,4                   | −2,9                   | −6,3                   | −21,2                  | −27,5                  | −35,5                  | −40,1                  |
| Норма опадів, мм        | 22                     | 18                     | 17                     | 16                     | 16                     | 32                     | 31                     | 38                     | 41                     | 45                     | 26                     | 29                     |                        |
| ----------------------- | ---------------------- | ---------------------- | ---------------------- | ---------------------- | ---------------------- | ---------------------- | ---------------------- | ---------------------- | ---------------------- | ---------------------- | ---------------------- | ---------------------- | ---------------------- |